# Brent Spence

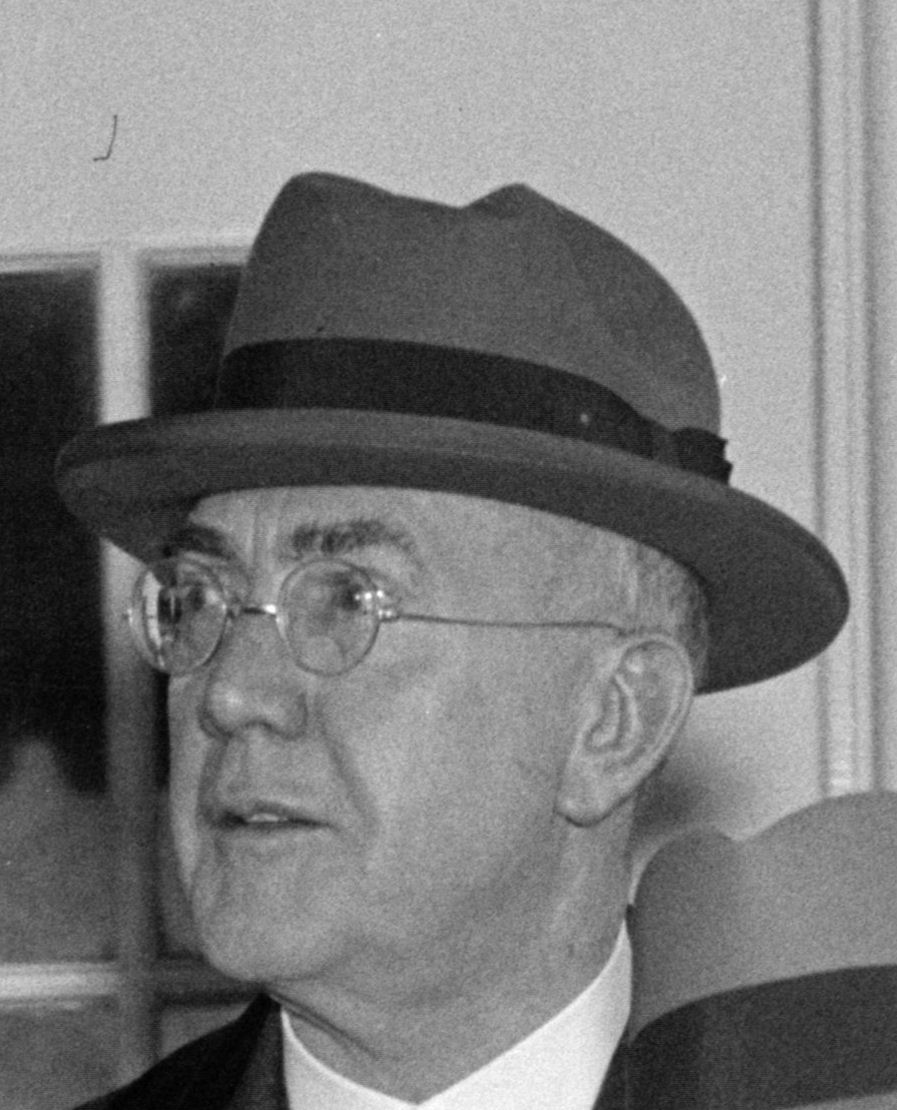
Brent Spence

Brent Spence (* 24. Dezember 1874 in Newport, Campbell County, Kentucky; † 18. September 1967 in Fort Thomas, Kentucky) war ein US-amerikanischer Politiker. Zwischen 1931 und 1963 vertrat er den Bundesstaat Kentucky im US-Repräsentantenhaus.

## Werdegang
Brent Spence besuchte sowohl öffentliche als auch private Schulen. Nach einem anschließenden Jurastudium an der University of Cincinnati in Ohio und seiner 1895 erfolgten Zulassung als Rechtsanwalt begann er in seiner Heimatstadt Newport in diesem Beruf zu praktizieren. Gleichzeitig schlug er als Mitglied der Demokratischen Partei eine politische Laufbahn ein. Zwischen 1904 und 1908 saß er im Senat von Kentucky. Von 1916 bis 1924 war er Prozessanwalt der Stadt Newport.
Bei den Kongresswahlen des Jahres 1930 wurde Spence im sechsten Wahlbezirk von Kentucky in das US-Repräsentantenhaus in Washington, D.C. gewählt, wo er am 4. März 1931 die Nachfolge von J. Lincoln Newhall antrat. Diesen Distrikt vertrat er bis zum 3. März 1933 nur für eine Legislaturperiode im Kongress. 1932 wurde er im fünften Bezirk seines Staates zum Nachfolger von Maurice Thatcher gewählt. Nach 14 Wiederwahlen konnte er bis zum 3. Januar 1963 insgesamt 16 zusammenhängende Legislaturperioden im Kongress absolvieren. Dabei war er mehrfach Vorsitzender des Committee on Banking and Currency. Im Jahr 1944 nahm er als Delegierter an der Konferenz von Bretton Woods teil. Spence war ein Anhänger von Präsident Franklin D. Roosevelt und dessen New Deal. Daher unterstützte er auch die entsprechenden Vorlagen im Kongress. In seine lange Zeit im US-Repräsentantenhaus fielen der Zweite Weltkrieg, der Koreakrieg, der Beginn des Kalten Krieges und des Vietnamkrieges. Innenpolitisch stand die Bürgerrechtsbewegung in den 1950er und Anfang der 1960er Jahre im Mittelpunkt.
Im Jahr 1962 verzichtete Brent Spence auf eine erneute Kandidatur. Er zog sich aus der Politik zurück und starb am 18. September 1967 in Fort Thomas. Er war seit 1919 mit Ida Bitterman verheiratet.